# Берлінський мур

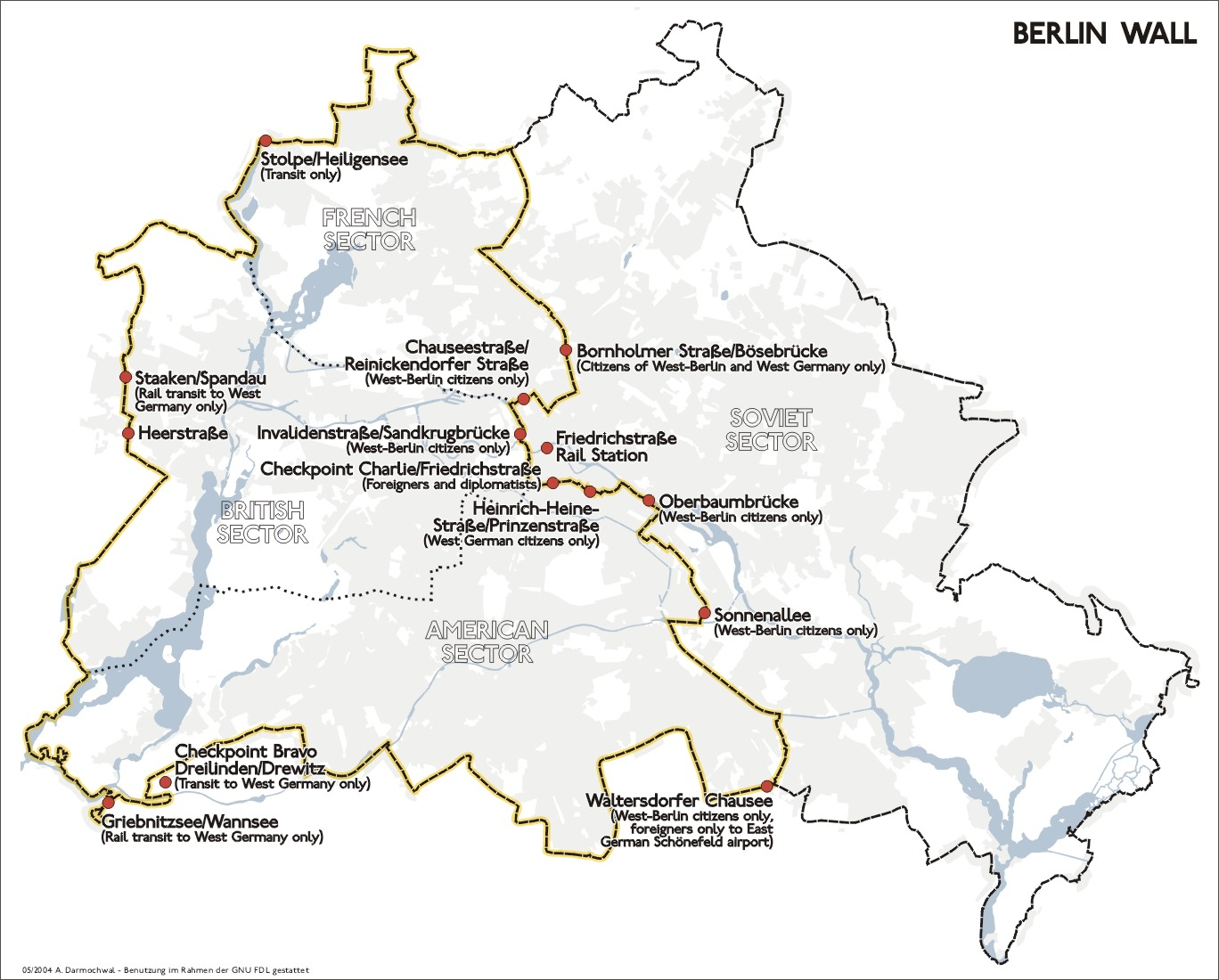
Розташування Берлінського муру на схематичній мапі Берліна

Берлі́нський мур, Берлі́нська стіна (нім. Berliner Mauer вимова [bɛʁˌliːnɐ ˈmaʊɐ] ( прослухати)), також у НДР — укріплений кордон, нім. befestigte Staatsgrenze, чи пропагандистська назва — «Антифашистський оборонний вал» (нім. Antifaschistischer Schutzwall, вимова [antifaˌʃɪstɪʃɐ ˈʃʊtsval] ( прослухати))  — комплекс споруд між двома частинами Берліна, зведений за наказом державного керівництва СРСР від 13 серпня 1961.
Проіснував до 9 листопада 1989, протягом понад 28 років його багато разів добудовували й розширювали, був найукріпленішою частиною «німецько-німецького» кордону, відокремлював Західний Берлін від Східного й навколишніх районів НДР. Мур був одним із найвідоміших символів Холодної війни та поділу Німеччини.
Кількість убитих при спробі перетнути кордон у напрямку Західного Берліна оцінюють у 136—200 осіб.

## Передісторія
Після поразки Третього Рейху в Другій світовій війні Берлін був поділений на чотири сектори, три сектори контролювали західні союзники (США, Велика Британія і Франція) і один — СРСР. Протистояння західних союзників і Радянського Союзу призвело до поділу окупованої Німеччини на ФРН та НДР. Берлін при цьому був поділений на Східний, що став столицею НДР, та Західний, що став анклавом в середині НДР.
Наприкінці 1950-х років протистояння сторін йшло на загострення. Після того, як Радянський Союз фактично передав свою частину Берліна НДР, західний сектор як і раніше залишався під контролем військ США, Великої Британії та Франції. З погляду СРСР ця ситуація ставила під сумнів державну самостійність НДР і гальмувала входження Східної Німеччини в міжнародний правовий простір.
У 1957 році уряд Західної Німеччини на чолі з Конрадом Аденауером запровадив «доктрину Хальштейна», яка передбачала автоматичний розрив дипломатичних відносин із будь-якою країною, що визнала НДР. Уряд відкинув пропозицію НДР про створення конфедерації німецьких держав, наполягаючи замість цього на проведенні загальнонімецьких виборів.
У свою чергу влада НДР заявила в 1958 р. про свої претензії на Західний Берлін на тій підставі, що він розташований «на території НДР». У листопаді 1958 р. голова радянського уряду Микита Хрущов звинуватив Західні держави в порушенні Потсдамських угод 1945 року і в ультимативному тоні зажадав від США, Великої Британії та Франції провести перемовини на предмет перетворення Західного Берліна на «демілітаризоване вільне місто», що в перспективі означало його приєднання до НДР. Натомість Західні країни відповідали на цей ультиматум відмовою й підтверджували намір гарантувати перебування збройних сил Західних держав у західній частині міста і її «життєздатність».
Ситуація ускладнювалася тим, що економічна політика першого голови НДР Вальтера Ульбріхта, спрямована на те, щоб «наздогнати і перегнати ФРН», спричинила у Східній Німеччині збільшення виробничих норм, господарські труднощі, насильницьку колективізацію 1957—1960 рр. Як результат зовнішньополітична напруженість і більш високий рівень оплати праці в Західному Берліні спонукали тисячі громадян НДР виїздити на Захід.
До зведення муру межа між Західним та Східним Берліном була відкрита. Уздовж межі між двома частинами міста, що налічувала 44,75 км завдовжки, було впроваджено 81 вуличний пропускний пункт і 13 пропускних пунктів у залізничній мережі. Проте існували також сотні нелегальних переходів з однієї частини міста в іншу, якими щодня з різних причин користувалися від 300 до 500 тисяч осіб. Зокрема, східні німці воліли здобувати освіту в НДР, де вона була безплатною, а працювати — у ФРН.
Особливо загострилася ситуація в 1961 році, коли країну покинули понад 207 тисяч осіб, переважно з числа молодих і кваліфікованих фахівців. Обурена влада Східної Німеччини звинувачувала Західний Берлін і ФРН у «торгівлі людьми», «переманюванні» кадрів і спробах зірвати їхні економічні плани. Вони запевняли, що господарство Східного Берліна щорічно втрачає через це 2,5 млрд марок. Лунали також звинувачення в бік «агентів ФРН» в організації актів саботажу і підпалів. Велике невдоволення керівництва і поліції Східної Німеччини викликала неспроможність контролювати потоки людей, що переміщувалися через кордон.
За такої ситуації на нараді перших секретарів керівних комуністичних партій держав ОВД, що проходила у Москві 3—5 серпня 1961 року Вальтеру Ульбріхту було дозволено ініціювати закриття кордону між частинами міста. 7 серпня відповідне рішення було затверджене на засіданні політбюро Соціалістичної єдиної партії Німеччини, а 12 серпня відповідну постанову ухвалила Рада міністрів НДР.

## Спорудження

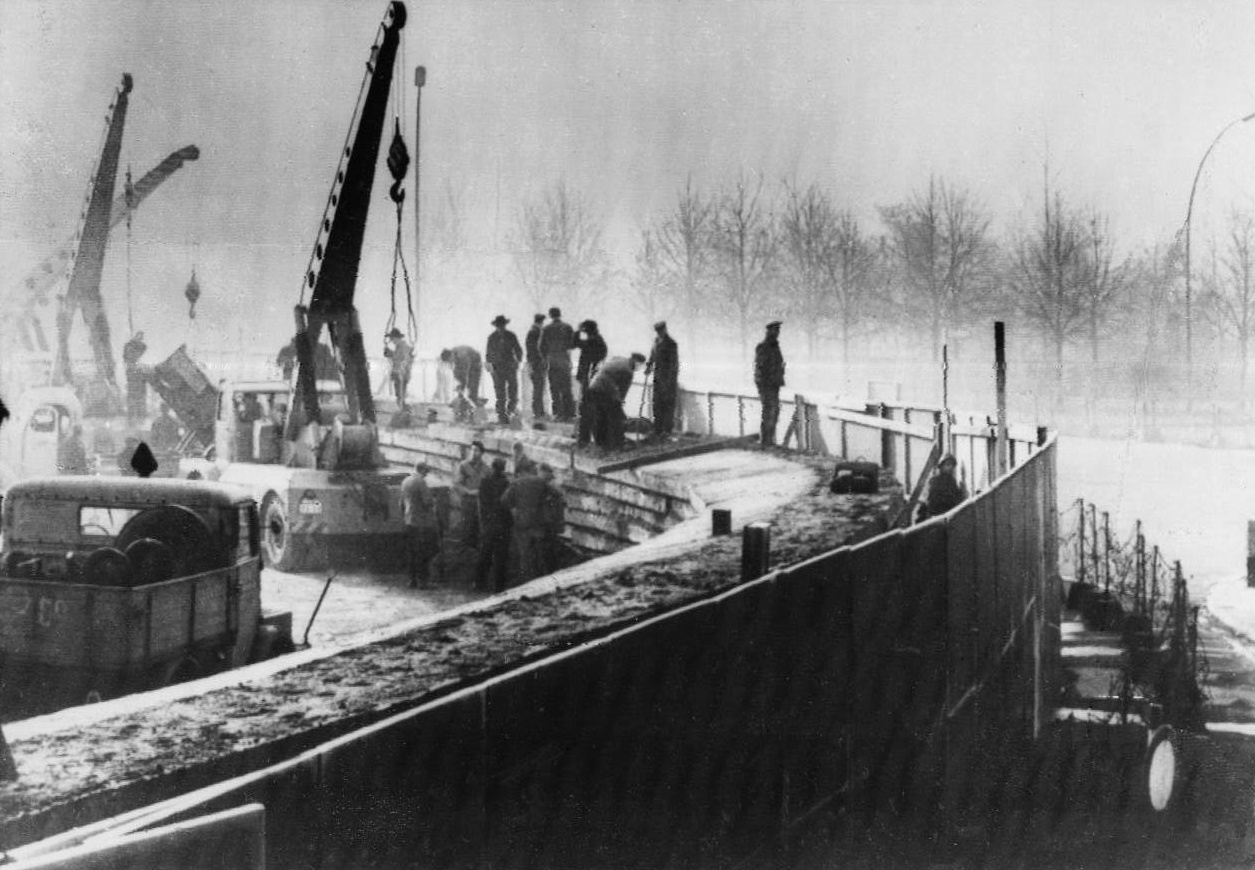
Зведення муру, 1961

Спорудження муру розпочалося в ніч на 13 серпня. Було залучено близько 25 тисяч членів воєнізованих «бойових груп» з підприємств НДР, що зайняли лінію кордону із Західним Берліном; їхні дії прикривали частини східнонімецької армії. В стані готовності перебувала радянська армія.
Були перекриті чотири лінії Берлінського метро — U-Bahn — і деякі станції залізниці — S-Bahn. Були закриті також сім станцій на лінії метро U6 і вісім станцій на лінії U8, що були у східному секторі. Відкритою залишилася тільки станція Friedrichstrasse, на якій організували контрольно-пропускний пункт. Лінія U2 була розірвана на західну і східну (після станції Тельманплац) половини. Потсдамер-Плац також був закритий, оскільки стояв у прикордонній зоні. До 15 серпня весь Західний Берлін був обнесений колючим дротом і почалося безпосереднє зведення муру. Мур неодноразово переобладнувався і добудовувався протягом 1962 року.
Вже під час перших днів будівництва муру один зі східноберлінських поліціянтів на ім'я Конрад Шуманн перестрибнув колючий дріт і втік на територію Західного Берліну. Фотографія його стрибку стала одним із символів Холодної війни.

## Перетин

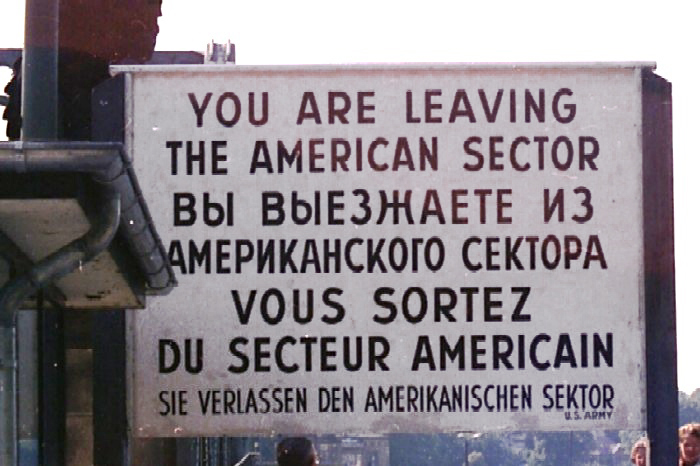
Попереджувальна табличка на кордоні між Західним і Східним Берліном

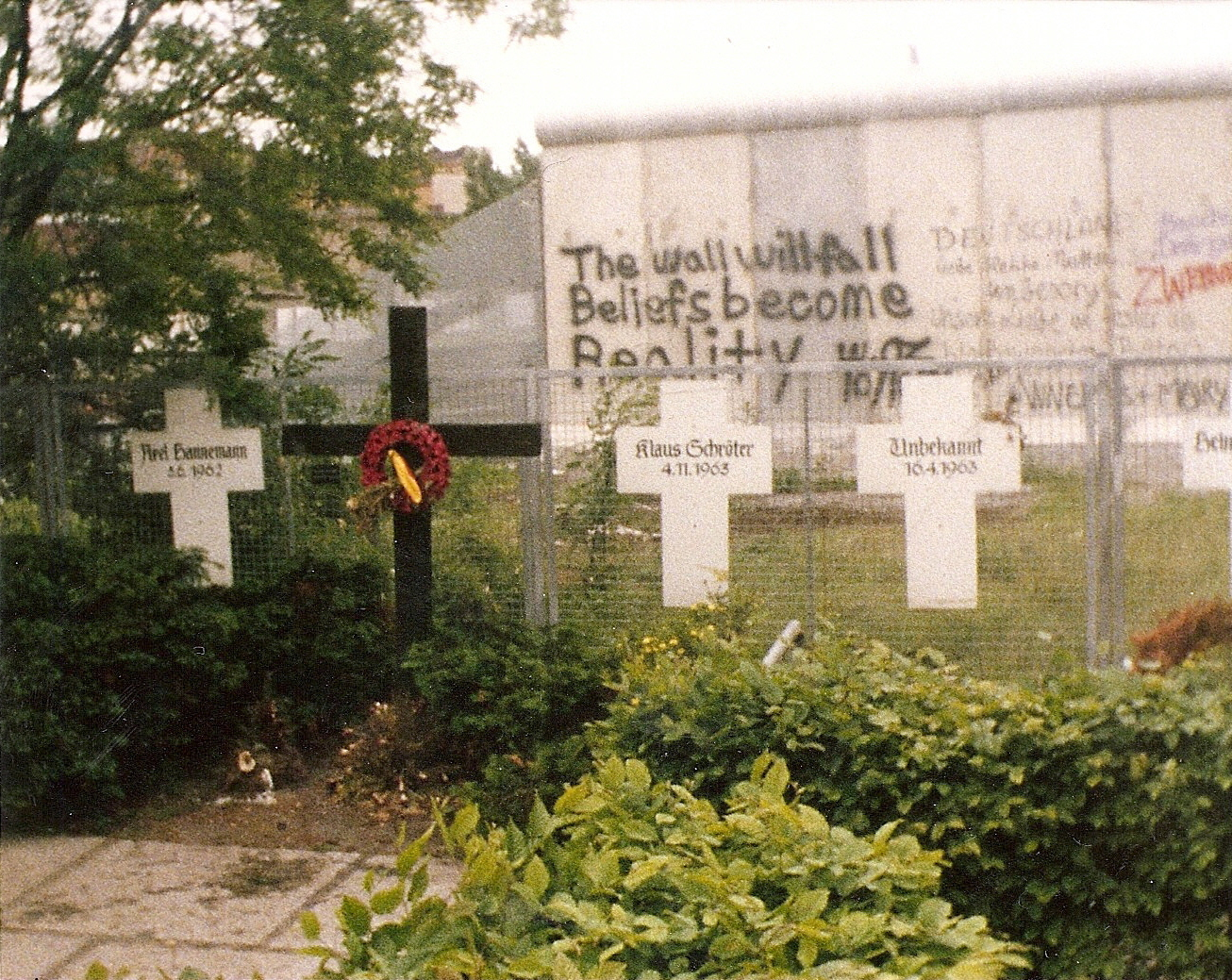
Меморіал в пам'ять про жертви Муру. Фото 1986 року.

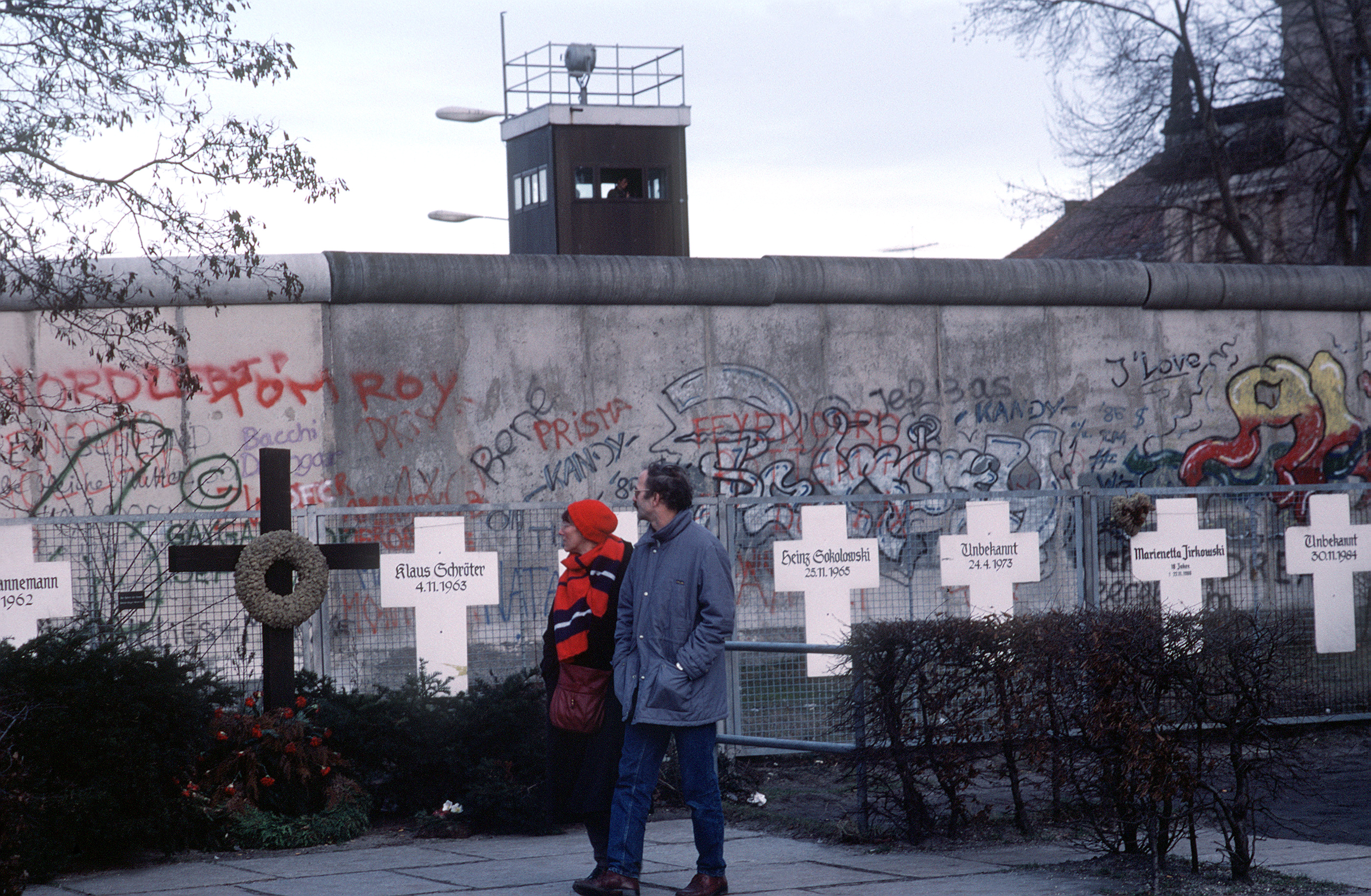
Символічні хрести пам'яті жертв муру, січень 1990

Для відвідування Західного Берліна громадянам НДР був потрібен спеціальний дозвіл. Право вільного проходу мали тільки пенсіонери. Спроби нелегального перетину кордону каралися, згідно з параграфом 213 карного законодавства НДР, позбавленням волі на строк до 8 років. 2007 року оприлюднили письмовий наказ, датований 1 жовтня 1973, що наказував прикордонникам стріляти на ураження по всіх втікачах без винятку.
Попри сувору заборону, протягом 17 років існування муру, в західну частину втекло 175 287 осіб.. Найвідоміші випадки втеч із НДР такими шляхами: масовий вихід по тунелю завдовжки 145 метрів, перельоти на дельтаплані, на повітряній кулі з нейлонових фрагментів, по мотузці, перекинутою між вікнами сусідніх будинків, на машині з відкидним верхом, на самоскиді, завантаженому піском, через Чекпойнт Чарлі, на броньованому мікроавтобусі, за допомогою тарану муру бульдозером, тощо.

### Жертви
Безпосередніми «жертвами муру» вважаються ті, хто загинули від пострілів прикордонників НДР в період 1961—1989 рр. Але до загальної кількості жертв включають всіх людей, що померли при спробі перетину муру або від наслідків цього. Наприклад, найстарша жертва муру, 80-річна Ольга Зіглер, вмерла від інфаркту після стрибку з вікна на західноберлінську територію, а Ерна Кельм потонула у Гафелі при спробі переплисти на західний бік.
Точної статистики, яка велась Штазі та прикордонною службою НДР, не знайдено. Державні органи НДР зі зрозумілих причин ці дані свого часу не розсекретили та не оприлюднювали. За даними більшості німецьких джерел та дослідницьких організацій, загальне число людей, вбитих при спробі втечі з НДР на Захід в наш час (2012) оцінюється між 274 і 1613, в залежності від того які критерії використовуються для уточнення причин смерті окремої людини
Досить авторитетні дослідження робочої групи «Музею Берлінського муру»  («Робоча група 13 серпня») оцінюють кількість вбитих на мурі та безпосередньо біля нього в 190 жертв. Інша авторитетна історико-дослідницька організація «Центр історичних досліджень» (Потсдам), яка виконувала дослідні роботи на замовлення уряду, прийшла до висновку, що критеріям «безпосередніх жертв муру» відповідає 136 випадків вбивств та смертей.
Першою жертвою стала Іда Зікманн: її будинок знаходився на території Східного Берліну, але його фасад виходив просто у Західний Берлін. Коли східно-німецька влада веліла замурувати вікна і двері в західній стіні будинку, Зікманн невдало вистрибнула у вікно і померла від отриманих травм.
Першим застреленим при спробі втечі став 24-літній Гюнтер Літфін 24 серпня 1961 року. У 1966 прикордонники НДР розстріляли 40 пострілами 2 дітей (10 і 13 років). Широко відомий випадок 1962 року, коли важко поранений прикордонниками НДР Петер Фехтер протягом години стікав кров'ю під муром на східноберлінському боці на очах у сотень свідків та врешті помер, не отримавши вчасної медичної допомоги від обох сторін. Останньою жертвою режиму, що діяв на прикордонних територіях, став Кріс Геффрой, якого застрелили 6 лютого 1989 (хоча він став лише останнім, хто загинув безпосередньо від рук прикордонників, останньою ж жертвою муру вважається Вінфрід Фройденберг, який розбився при спробі перетнути кордон на саморобній повітряній кулі).
Траплялися жертви і серед східнонімецьких прикордонників, переважно від рук озброєних втікачів. Але відомі й такі випадки, як інцидент 23 травня 1962 року, коли прикордонники, стріляючи вслід втікачеві, що перепливав канал, ледь не влучили у західноберлінських поліціянтів. Ті почали стріляти у відповідь, в результаті чого східноберлінський прикордонник Петер Герінг загинув від кулі. Утікач вижив, хоча й отримав вісім поранень (слідство припускає, що всі вони були завдані саме Герінгом). Також було кілька випадків помилкового вогню по своїх — наприклад, Гюнтера Селінга 30 вересня 1962 року застрелили, випадково прийнявши за втікача. А 5 жовтня 1964 при спробі затримати велику групу втікачів, загинув прикордонник Егон Шульц, ім'я якого було зведено в культ в НДР, але пізніше були опубліковані документи, згідно з якими його помилково застрелили товариші по службі.
До жертв муру відносять і людей, які взагалі не збиралися пробратися з однієї частини Берліну в іншу. Мова не тільки про застрелених охоронцями, яким здалося, що людина хоче втекти; відомо кілька випадків, коли люди тонули у Шпрее, і з обох боків ніхто не ризикував допомогти їм - західні рятувальники боялися без дозволу заходити до річки (вона повністю належала до Східного Берліна), а східні - плисти у бік західного кордону, що могли неправильно зрозуміти прикордонники. Серед людей, що потонули у подібних умовах, відомо щонайменше п'ятеро малолітніх дітей, наприклад Дженгавер Катранджи.

### Обмін та продаж людей
У роки холодної війни в НДР існувала неофіційна практика обміну спійманих агентів спецслужб інших держав. Крім того, уряд НДР займався «продажем невільників» («продаж політичних в'язнів», нім. Häftlingsfreikauf) — видачею ФРН за гроші громадян НДР, засуджених за політичними статтями та ув'язнених за спробу втечі на Захід. З боку НДР юридичним оформленням цих операцій займався посередник-юрист Вольфганг Фогель, який займав посаду «Уповноваженого голови Державної Ради НДР з гуманітарних питань». З 1964 до 1989 року він влаштував перехід кордону в цілому 33.755 політв'язнів з східнонімецьких в'язниць та членів їх сімей. Західній Німеччині їх звільнення обійшлося в 3,5 млрд марок (2,7 млрд доларів).

## Падіння Берлінського муру
12 червня 1987 Президент США Рональд Рейган, виголошуючи промову біля Бранденбурзьких воріт на честь 750-річчя Берліна, вітаючи прагнення радянського керівництва до змін, закликав Генерального секретаря ЦК КПРС Михайла Горбачова знести берлінський мур, що символізувало би правдиве прагнення радянського керівництва до змін. Зокрема він сказав:
|  | Генеральний секретарю Горбачов, якщо Ви шукаєте миру, якщо Ви шукаєте процвітання для Радянського Союзу та Східної Європи, якщо Ви шукаєте лібералізації: приїжджайте сюди! Пане Горбачов, відкрийте ці ворота! Пане Горбачов, зруйнуйте цей мур! |

.
Після того як у травні 1989 року під впливом перебудови в СРСР Угорщина знесла укріплення на кордоні зі своїм західним сусідом — Австрією, а 11 вересня 1989 року угорський уряд оголосив про відкриття кордонів, берлінський мур втратив свій сенс — лише протягом трьох днів НДР покинули через територію Угорщини 15 тисяч громадян. У країні почалися масові демонстрації з вимогою громадянських прав і свобод. У ніч з 9 на 10 листопада вирішено відкрити пункти перепуску між частинами міста. Населення сприйняло це рішення з великим ентузіазмом. Відкриття кордону транслювалося по телебаченню і зібрало сотні тисяч німців біля берлінського муру.
Проте охорона муру й візовий режим тривав до 1 липня 1990 року. Протягом останніх місяців відкривалися нові пункти перепуску, пом'якшувалися умови для перетину кордону. З 13 червня 1990 року офіційно розпочали демонтаж берлінського муру. В демонтажі муру брали участь 300 східнонімецьких прикордонників, а з 3 жовтня 1990 — 175 вантажівок, 65 кранів, 55 екскаваторів і 13 бульдозерів. Офіційно демонтаж муру закінчився 30 листопада 1990 року. Залишили тільки 6 фрагментів як пам'ятник, фрагменти муру з розписами були розпродані 1990 року на аукціонах в Берліні й Монте-Карло.

## Галерея

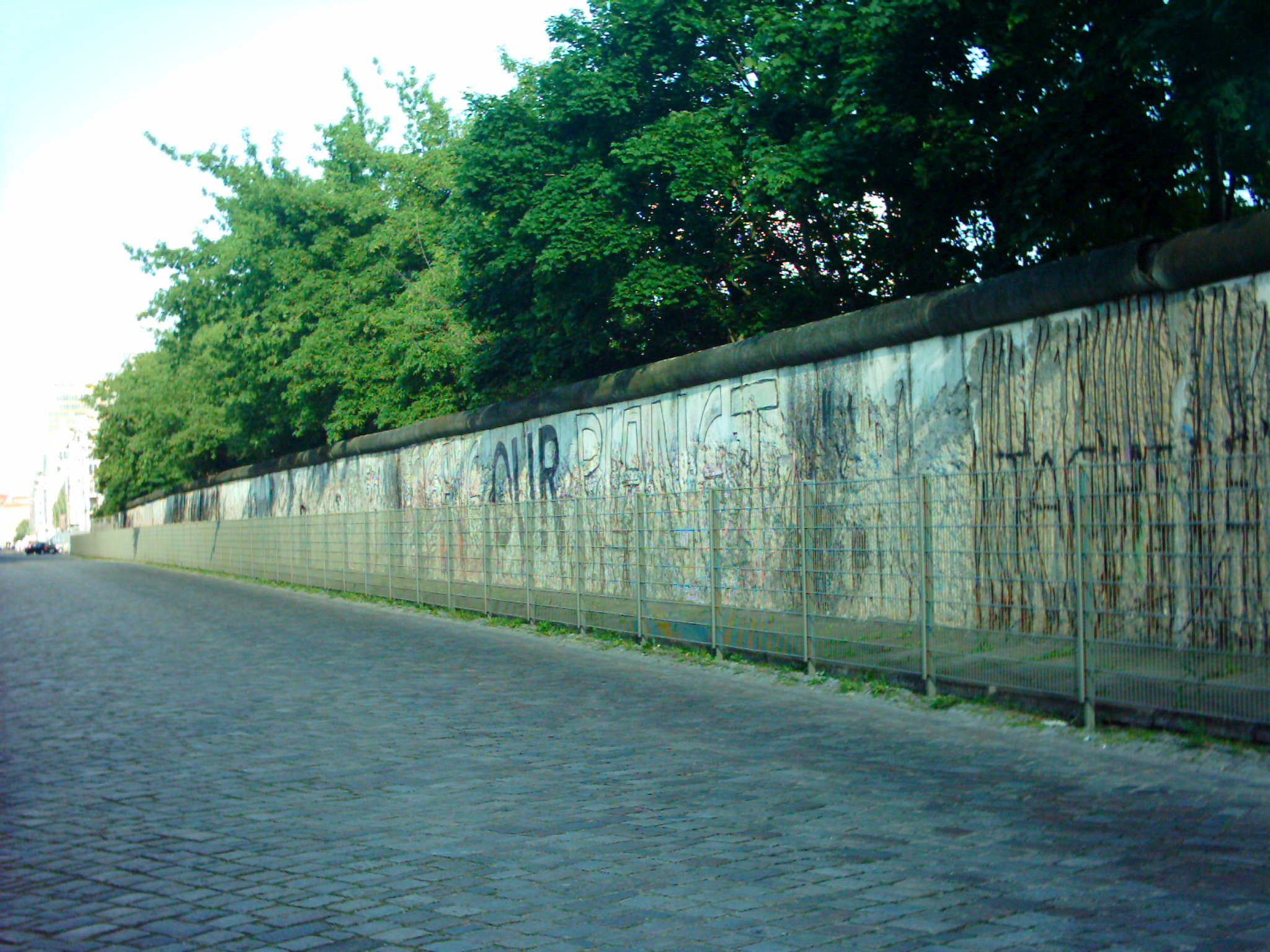
Частина збереженого муру при Niederkirchnerstraße
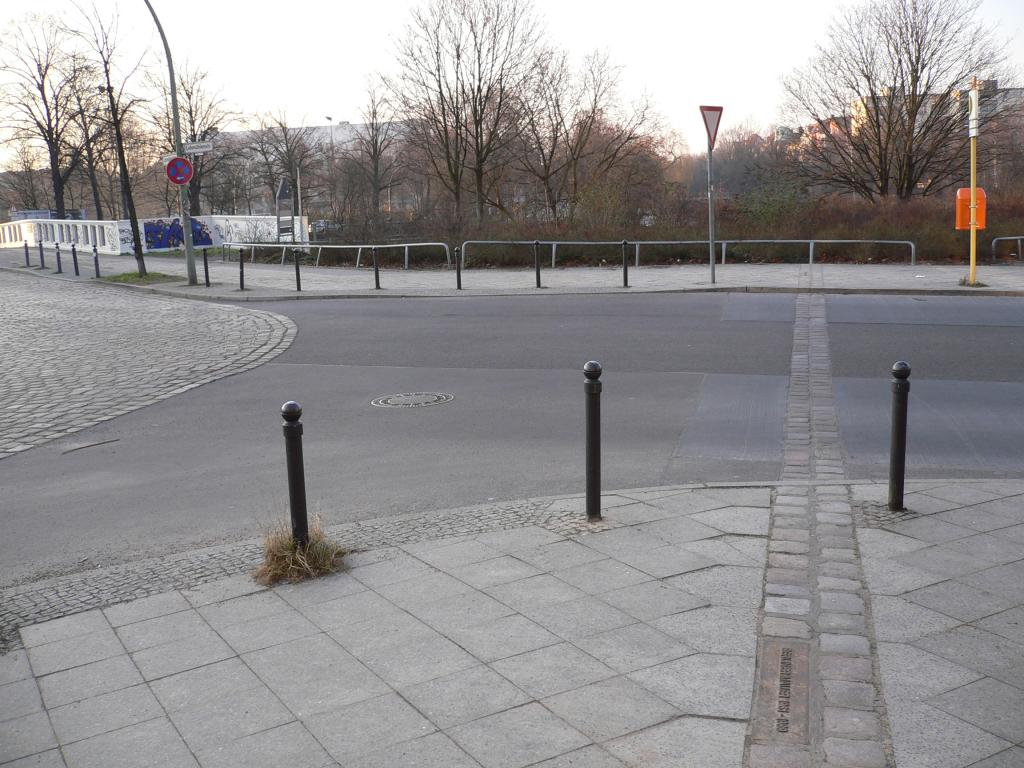
Маркування проходження муру на мосту Lohmühlenbrücke
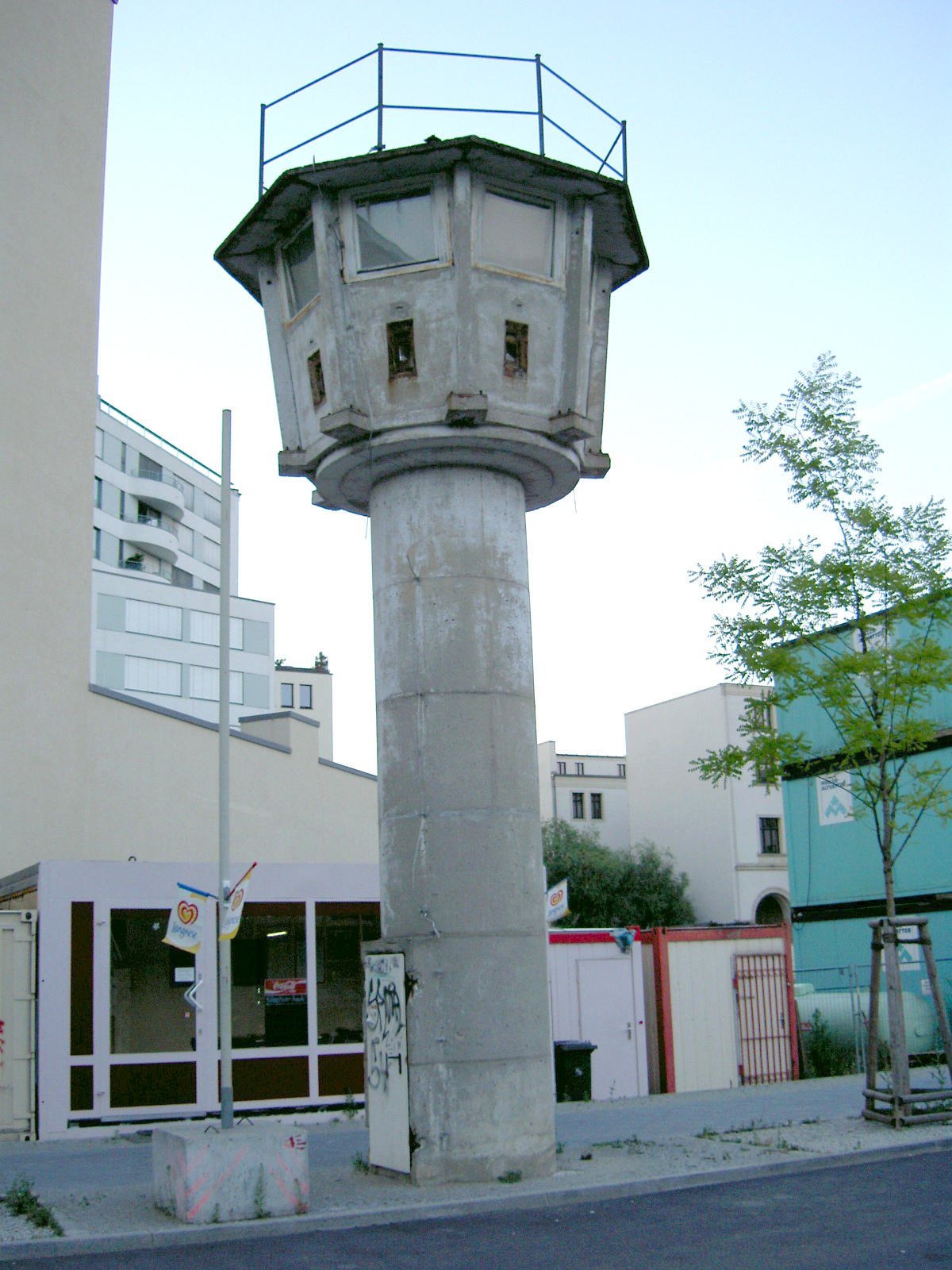
Вартова башта типу BT-11 в колишній «зоні смерті»
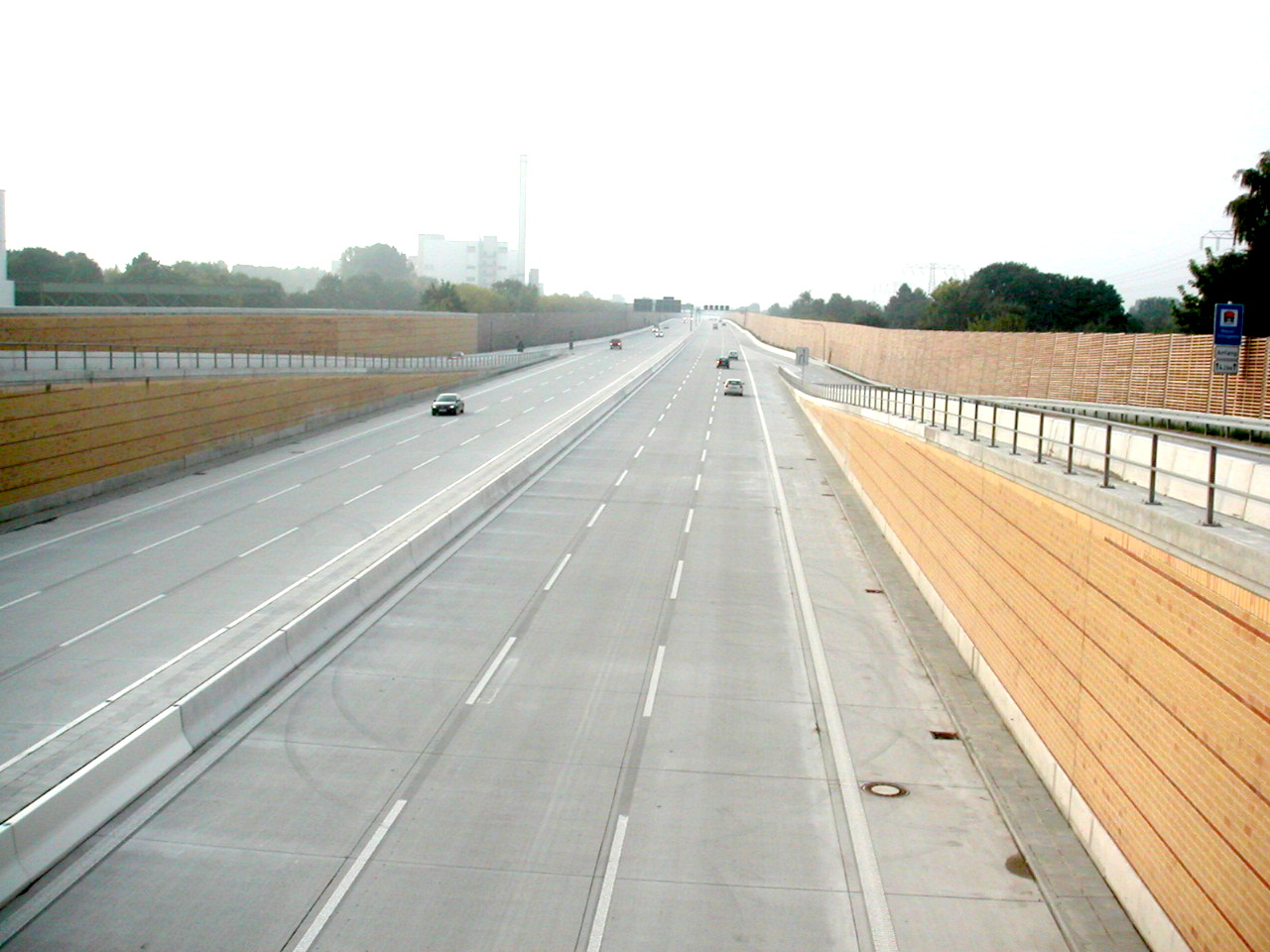
Нова автострада A113, побудована на місці проходження муру, на півдні Берліна
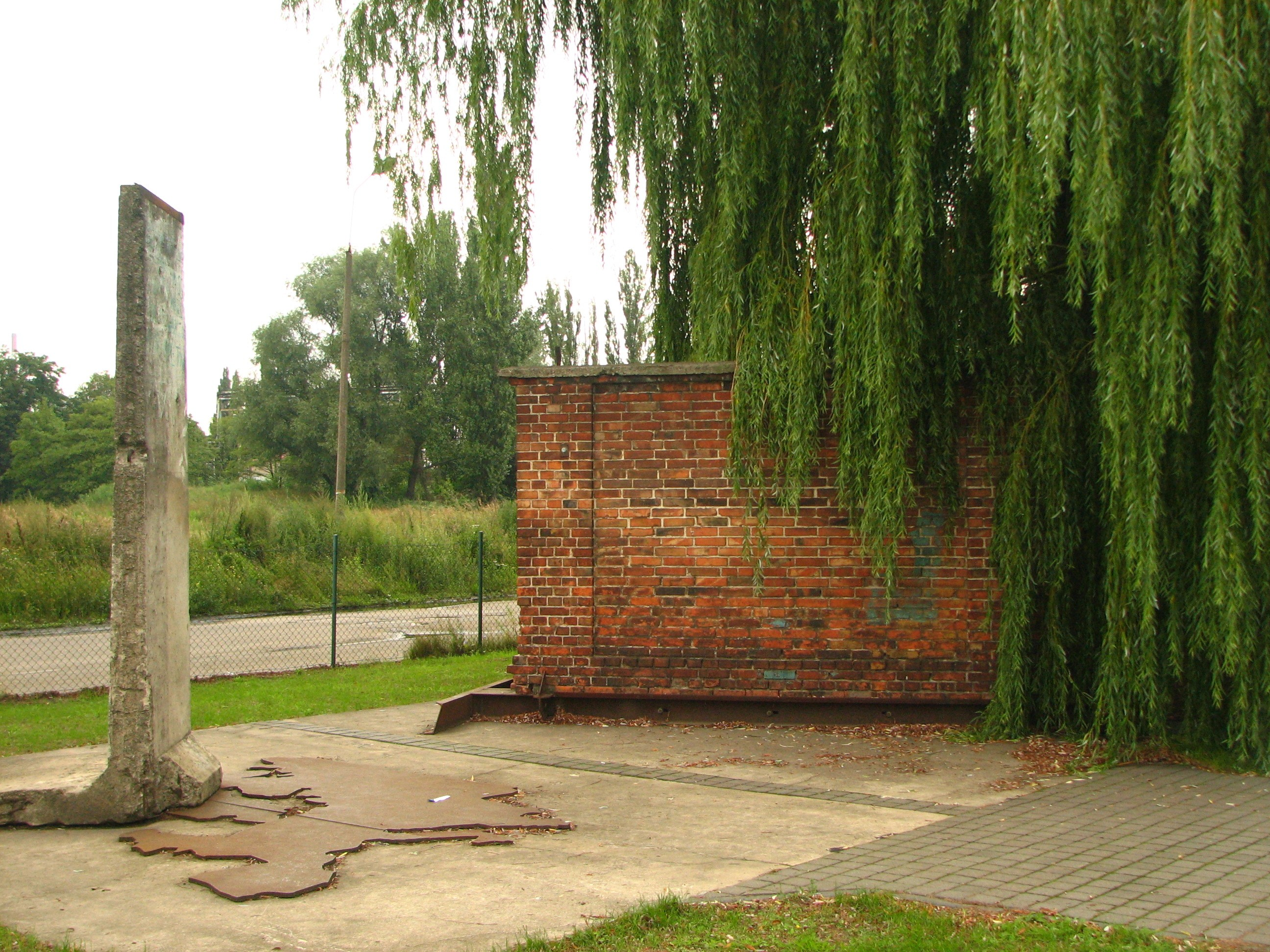
Фрагменти мурів: Берлін і який оточував Гданську судноверф
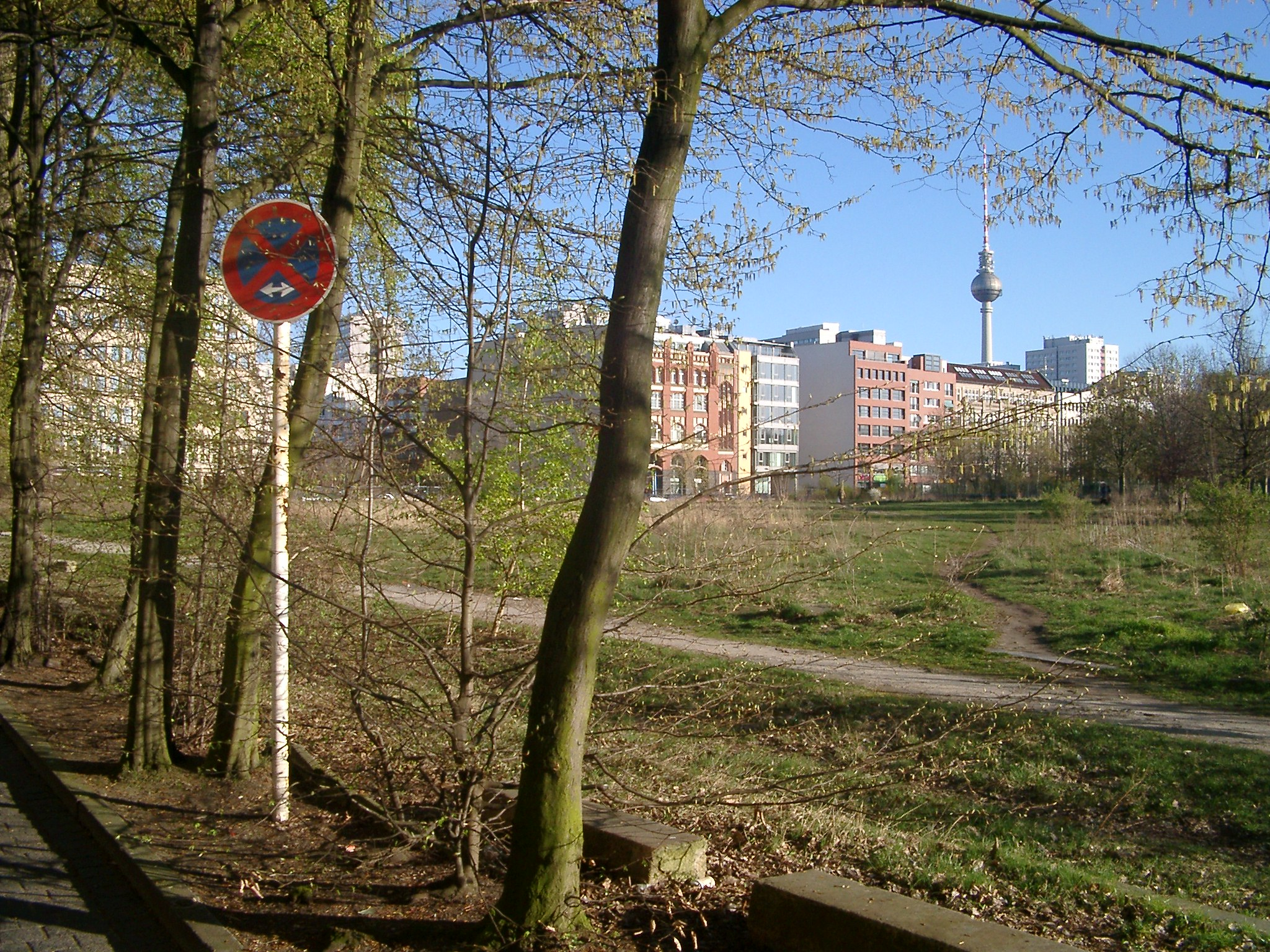
Місце, де стояв мур (Berlin-Mitte, 2007)
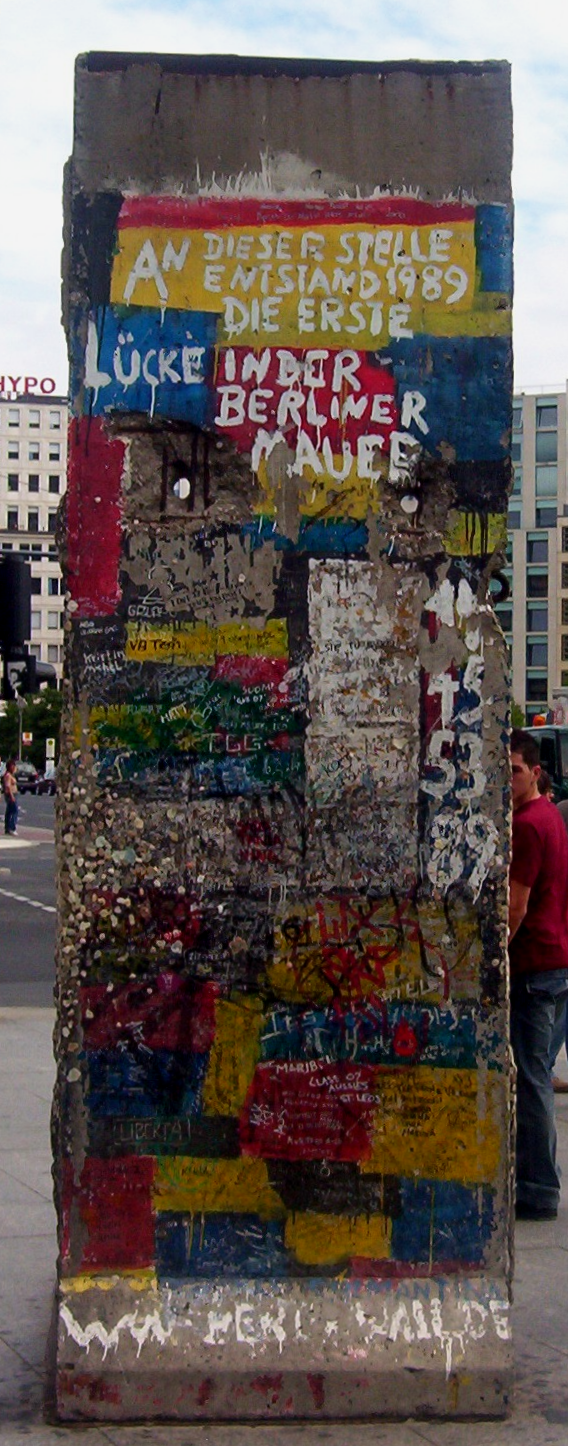
Залишки муру на Потсдамській площі. Тут у 1989 році з'явився перший пролом у мурі.
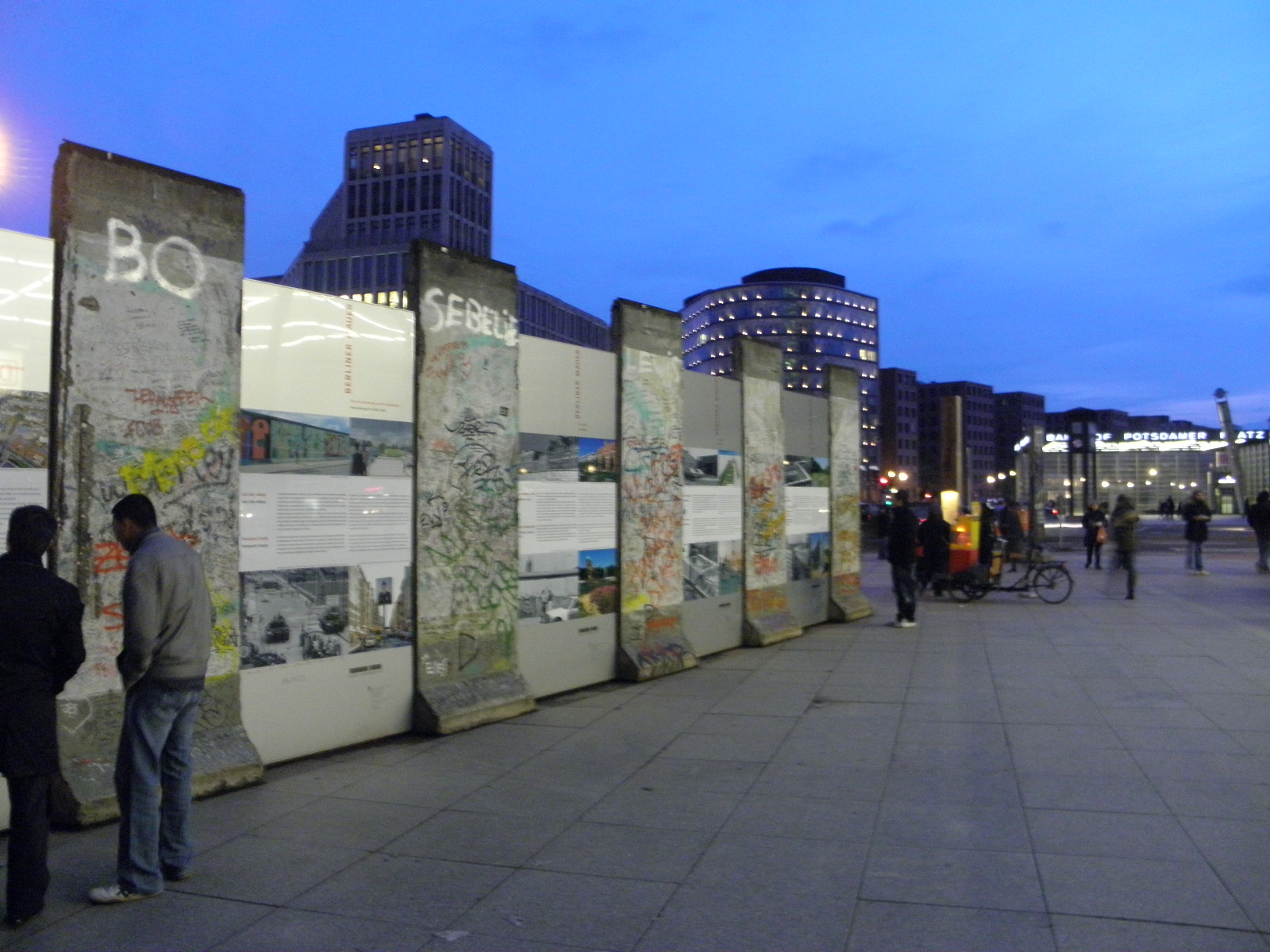
Фрагмент Берлінського муру на Потсдамській площі
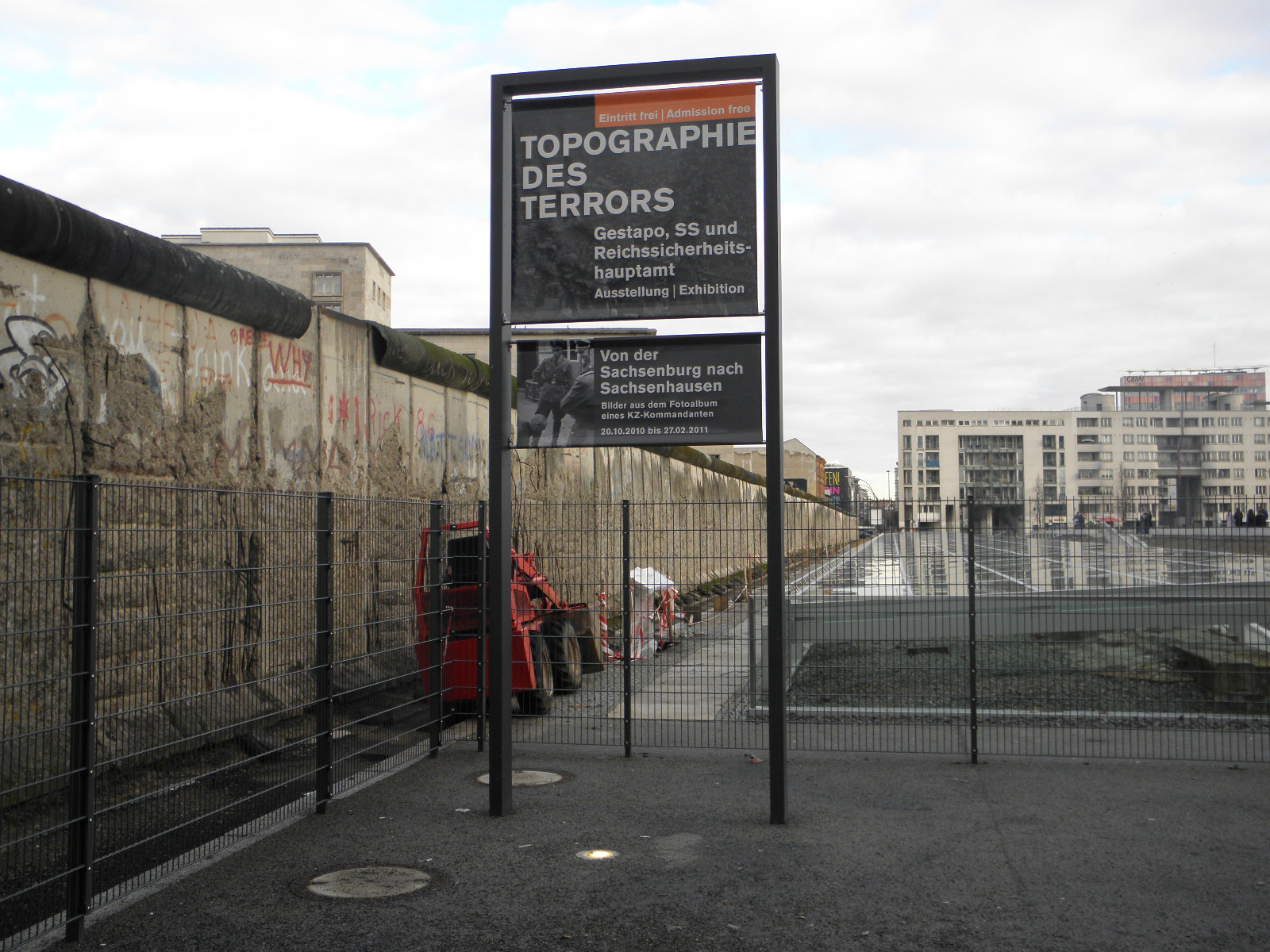
Залишки муру на площі музею «Територія терору»
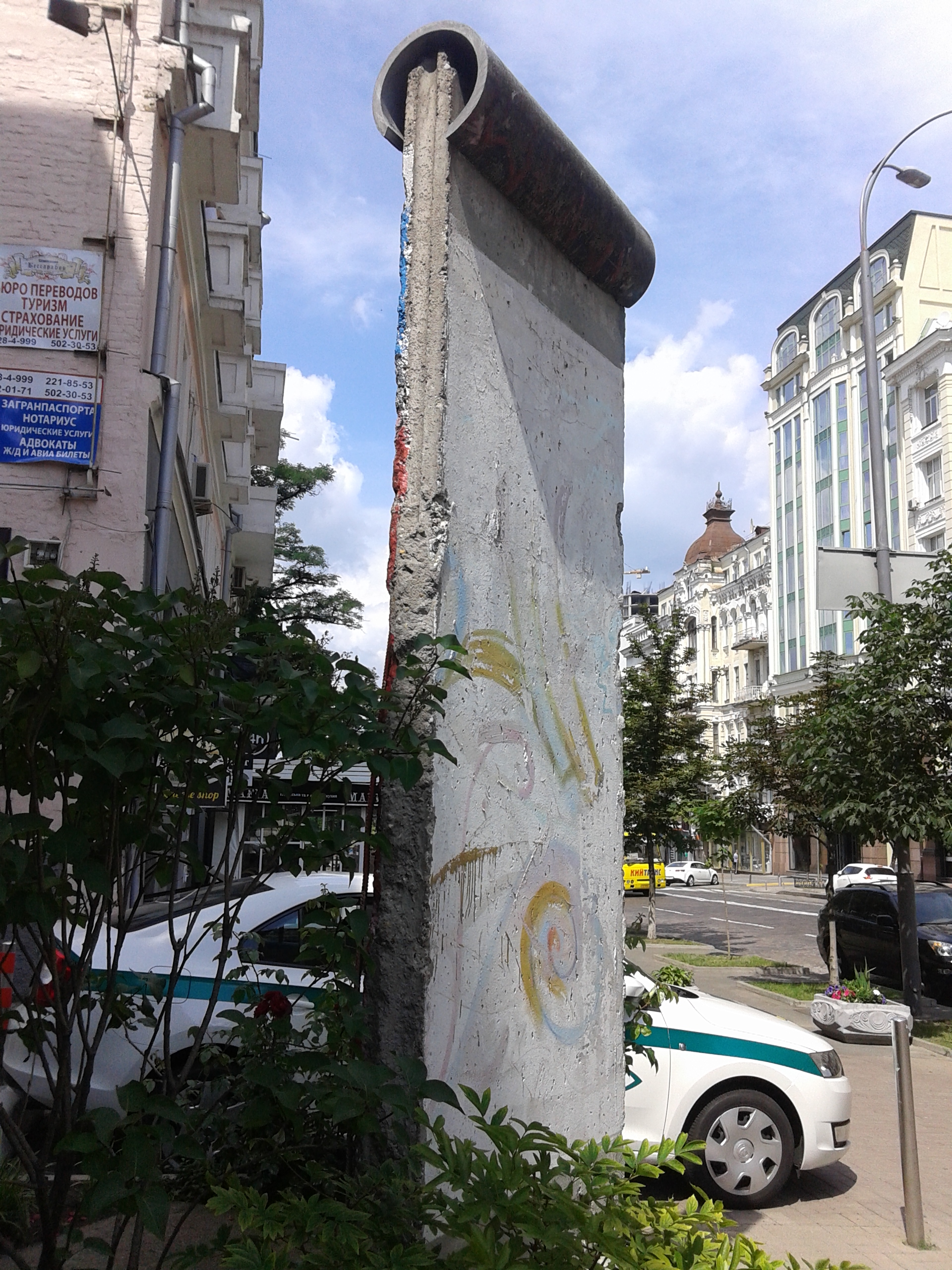
Фрагмент муру біля посольства ФРН в Києві на вул. Б. Хмельницького, 25.